# Nisimura Akihiro
Nisimura Akihiro (Oszaka, 1958. augusztus 8. –) japán válogatott labdarúgó.

## Statisztika
| Japán válogatott | Japán válogatott | Japán válogatott |
| Időszak          | Mérk.            | gól              |
| ---------------- | ---------------- | ---------------- |
| 1980             | 1                | 0                |
| 1981             | 13               | 0                |
| 1982             | 2                | 0                |
| 1983             | 10               | 0                |
| 1984             | 1                | 0                |
| 1985             | 8                | 2                |
| 1986             | 5                | 0                |
| 1987             | 8                | 0                |
| 1988             | 1                | 0                |
| Összesen         | 49               | 2                |